# 拉罗马纳 (多米尼加)
拉羅馬納（西班牙語：La Romana，西班牙語發音：[la ɾoˈmana]）是多明尼加共和國的第三大城市；拉羅馬納省的首府，人口約27萬人（2008年）。在加勒比海沿海地區，是最大的城市之一。

## 概述
拉羅馬納位於聖多明哥東邊131公里處，為首都前往可可海岸度假勝地必經之處。拉羅馬納郊外為多國的主要甘蔗產地，附近的甘蔗收割後經由小火車運往拉羅馬納的蔗糖工廠加工後，再運往聖佩德羅-德馬科里斯的港口。拉羅馬納附近的Casa de Campo石頭藝術村度假中心為主要觀光地點。

## 品牌
拉羅馬納是多明尼加共和國加工生產雪茄的主要產銷地之一，擁有世界最大的煙草工廠及經銷商阿塔迪斯，這裡生產世界三大著名品牌的雪茄：

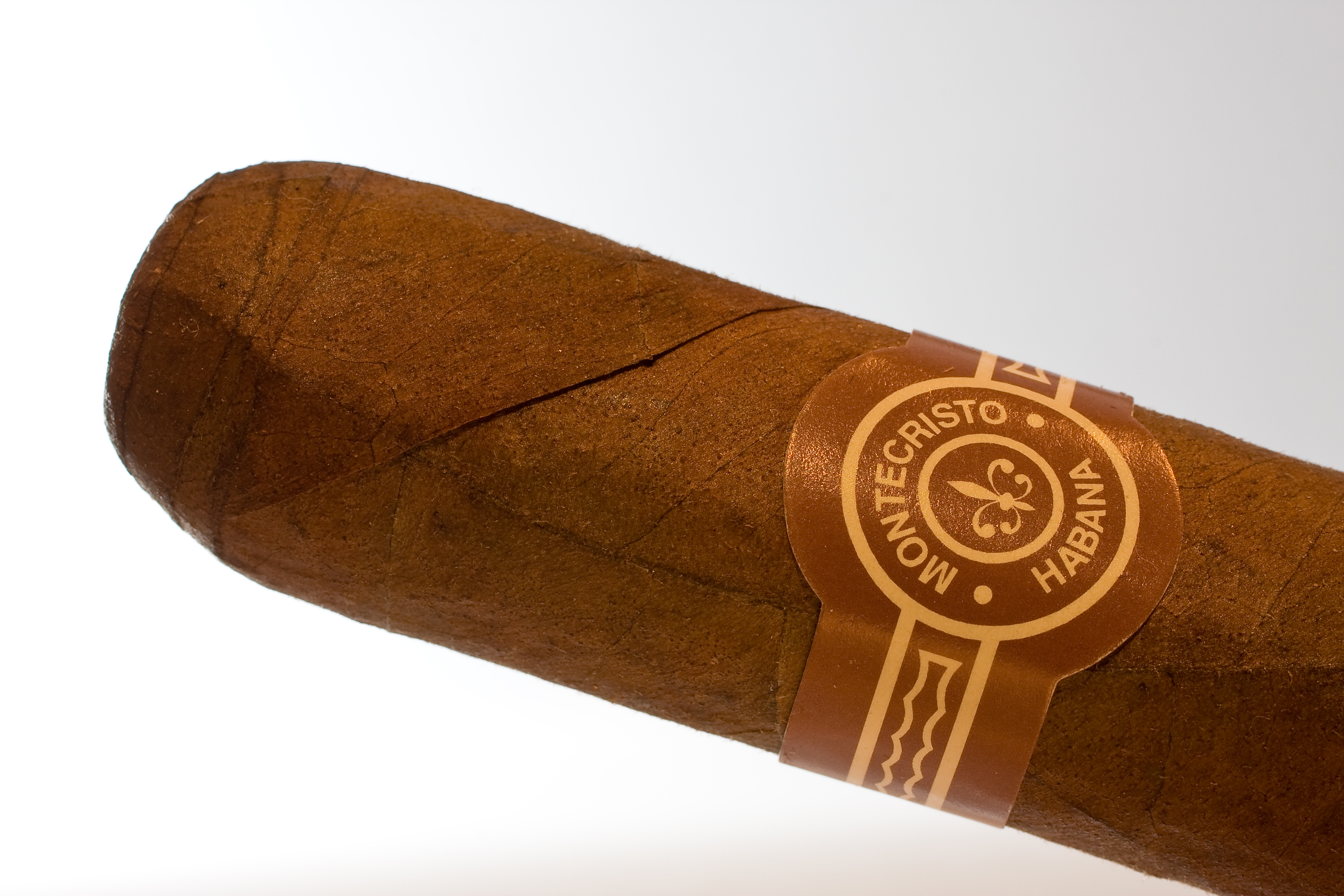
基度山雪茄（英语：Montecristo (cigar)）
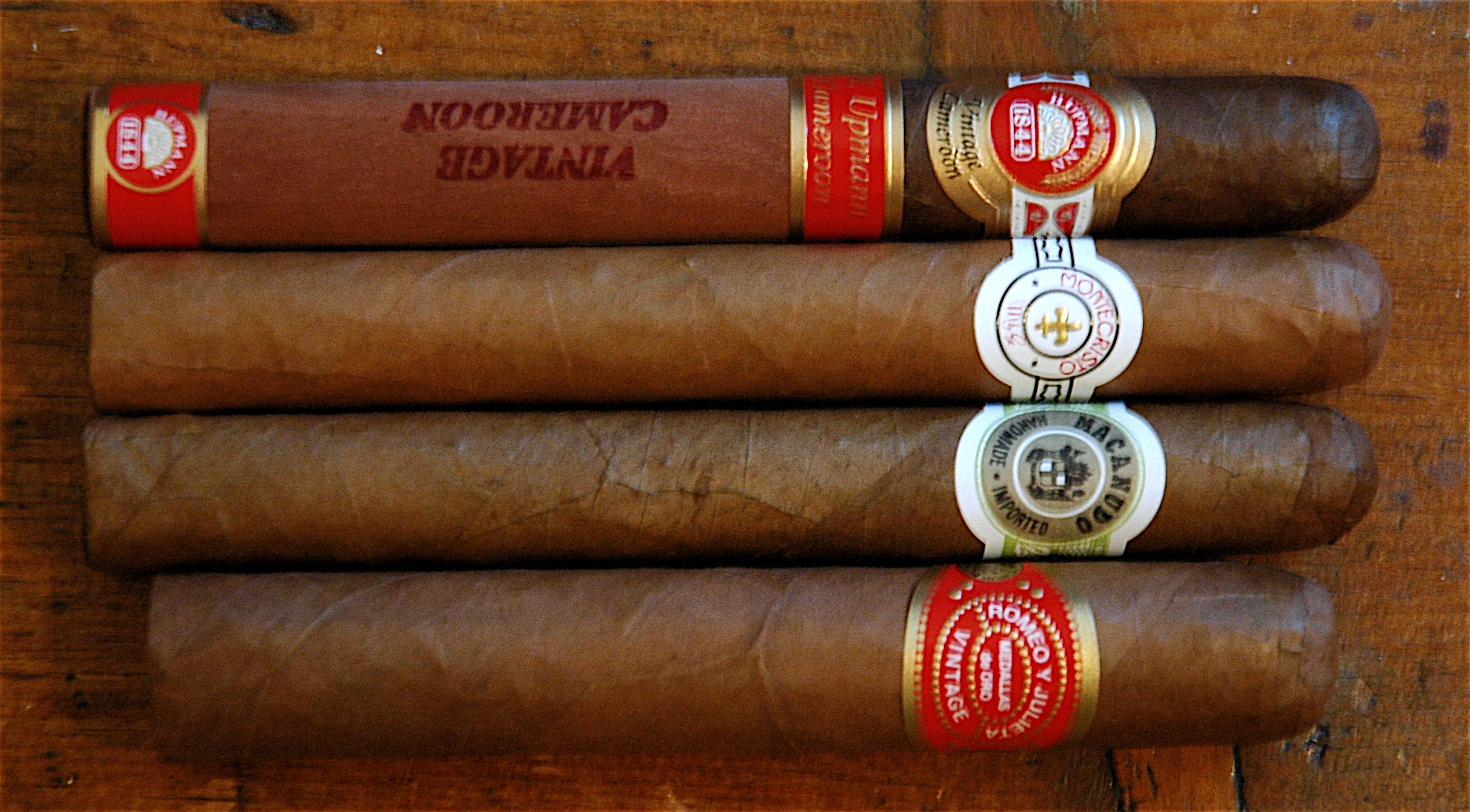
由上而下:H·烏普曼雪茄（英语：H. Upmann）、基度山雪茄、瑪卡努多雪茄（英语：Macanudo (cigar)）、羅密歐與茱麗葉雪茄
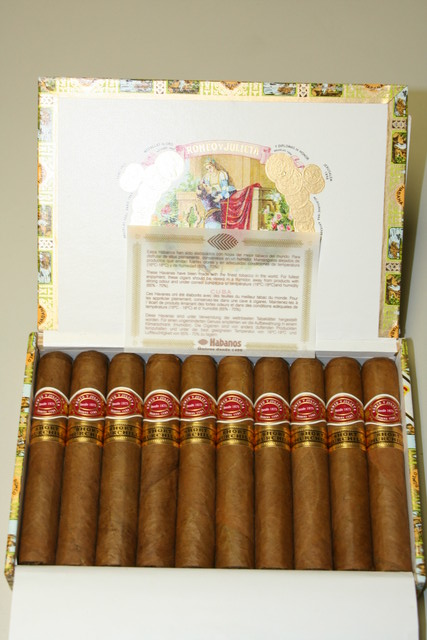
羅密歐與茱麗葉雪茄（英语：Romeo y Julieta (cigar)）

## 其他

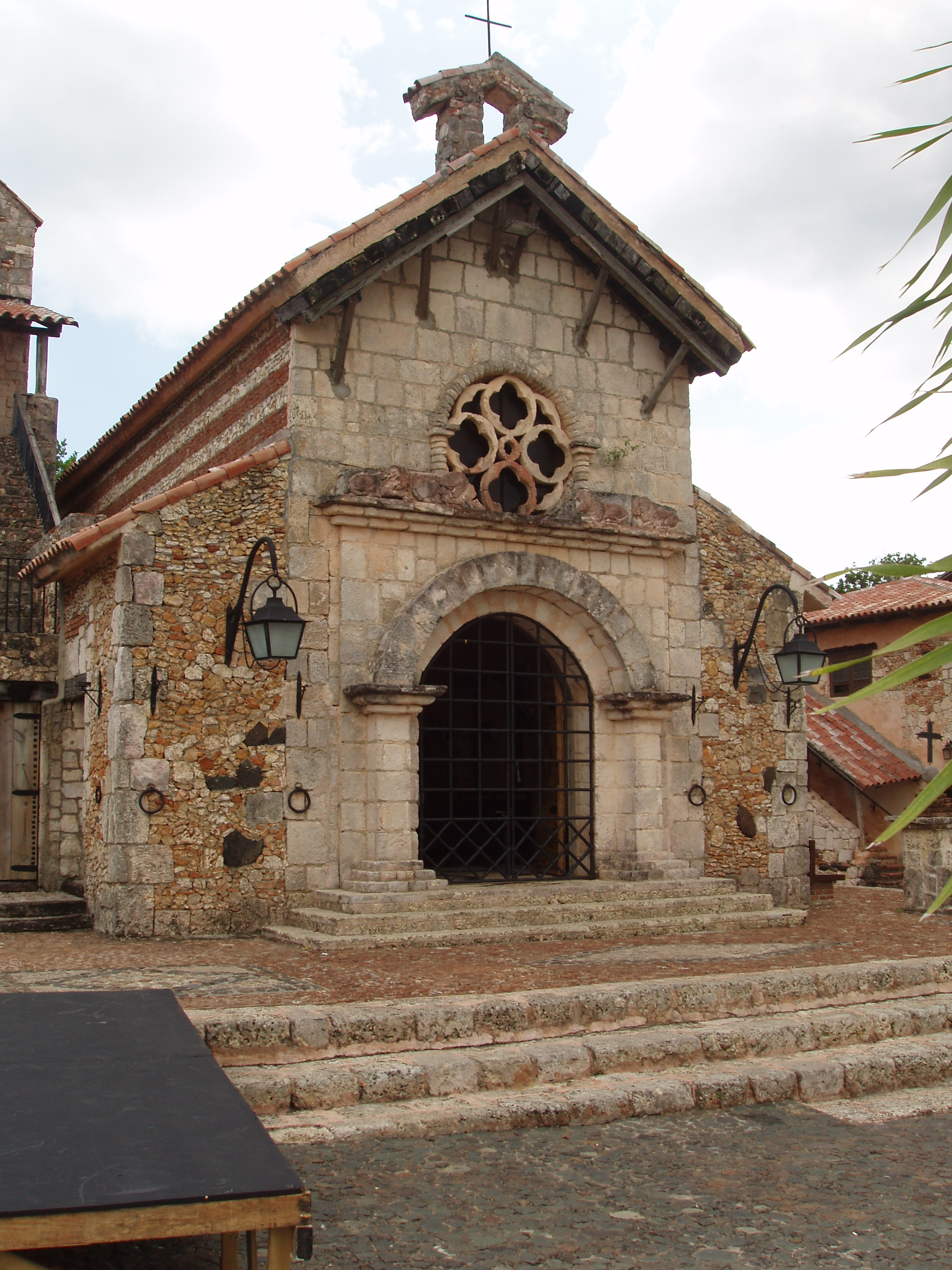
St. Stanislaus 教堂

18°26′N 68°58′W / 18.43°N 68.97°W